# ساشا میچل
ساشا میچل (انگلیسی: Sasha Mitchell؛ زادهٔ ۲۶ ژوئیهٔ ۱۹۶۷) یک هنرپیشه اهل ایالات متحده آمریکا است.
او در فیلم دیکی رابرتس بازی کرده است.